# Wileńska szkoła malarska
Wileńska szkoła malarska – tendencje malarskie rozwijające się na przełomie XVIII i XIX wieku na Uniwersytecie Wileńskim. Ich źródłem była twórczość Franciszka Smuglewicza, który od 1797 kierował nowo powstałą przy uniwersytecie Katedrą Rysunku i Malarstwa. Dołączyli do niego klasycysta Jan Rustem (jako adiunkt w 1798) i Andrzej Le Brun. Kształcenie artystyczne włączono w zakres nauczania uniwersyteckiego w wyniku upadku mecenatu królewskiego, a wraz z nim Malarni Królewskiej w Warszawie. Smuglewicz stworzył pierwsze programy nauczania rysunku i malarstwa, kładąc jednocześnie nacisk na stronę teoretyczną i ogólne wykształcenie artysty. Joseph Saunders, grafik angielski, od 1810 pełniący funkcję kierownika wileńskiej katedry, jako pierwszy w Europie prowadził na uniwersytecie wykłady z historii sztuki. Uprawiano tutaj malarstwo historyczne i portret, ale też pejzaż, malarstwo rodzajowe i alegoryczne. Wilno stało się w tym czasie głównym ośrodkiem artystycznym w ówczesnej Rzeczypospolitej. Okres świetności zakończył się wraz z powstaniem listopadowym, kiedy to zlikwidowano uniwersytet.
Uczniami Franciszka Smuglewicza byli między innymi: Józef Oleszkiewicz, Józef Peszka, Maciej Topolski i Mateusz Tokarski. O jego wpływie na polską sztukę pisze Stefan Kozakiewicz w Malarstwie polskim (1976):

Nie tylko na przełomie obu stuleci, ale daleko w głąb pierwszej połowy wieku XIX wpływ malarstwa rodzajowego, a zwłaszcza kompozycji historycznych Smuglewicza na młode pokolenie malarzy aspirujących do stworzenia sztuki narodowej był bardzo wielki; rozszedł się nawet szerzej niż oddziaływanie Norblina, bo objął wszystkie ośrodki naszego kraju w początkach XIX wieku: nie tylko Warszawę i Wilno, gdzie mieszkał kolejno Smuglewicz, ale także Kraków i Lwów.